# Yasuhiro Hato
Yasuhiro Hato (n. 4 mai 1976) este un fost fotbalist japonez.

## Statistici
| Japonia | Japonia | Japonia |
| An      | Meciuri | Goluri  |
| ------- | ------- | ------- |
| 2001    | 10      | 0       |
| 2002    | 5       | 0       |
| Total   | 15      | 0       |